# Jean-Pierre Calvet
Pour les articles homonymes, voir Calvet.
 (décembre 2019).
 (décembre 2019).
Si vous disposez d'ouvrages ou d'articles de référence ou si vous connaissez des sites web de qualité traitant du thème abordé ici, merci de compléter l'article en donnant les références utiles à sa vérifiabilité et en les liant à la section « Notes et références ».
Jean-Pierre Calvet, né le 12 mars 1925 à Orgon (Bouches-du-Rhône) et mort le 16 février 1989 à Rocquencourt (Yvelines), est un chanteur et compositeur français, membre des Compagnons de la chanson.

## Biographie
Jean-Pierre Calvet naît dans une famille de mélomanes. Sa mère jouait de la mandoline durant sa grossesse. A l'âge de neuf ans, il apprend à jouer de la guitare et commence le solfège. Il s'initie au trombone durant son adolescence, aura un premier prix de trombone au Conservatoire, et s'arrêtera à cause d'une tuberculose. 
Sa sœur a un premier prix de solfège et de chant au Conservatoire.
Il anime un ensemble dans un bar de Menton, jusqu’en 1956, pour les estivants. Il est repéré par Jo Frachon et Hubert Lancelot
Édith Piaf le recommande aux Compagnons en 1956, après le départ de Jean Albert .Bon guitariste, cet enfant de Menton et du soleil était un amoureux du solfège, Piaf disait  qu’elle le trouvait « dans la note ».
Il écrira avec Jean Broussolle les grands succès des Compagnons de la chanson entre 1956 et 1972 : Le Marchand de bonheur, en premier, mais aussi : Ronde mexicaine, Allez savoir pourquoi, Si tous les oiseaux, L'Enfant de bohème, Y'aura toujours, Peggy O, Là où finit le ciel, Tumbalala, Les Amours de demain, Comment va la vie, La Petite Julie etc.
Il a participé à de nombreuses émissions télévisées comme Tête de bois et tendres années. 
D'une grande sensibilité, il était surnommé « le baladin provençal » ;  

### Vie privée
Marié en premières noces avec Hellène Kohn, directrice de la maison d’édition Sandra Music, ils auront deux enfants, Sandra et Stéphane Calvet.
En février 1985, il est remplacé par Paul Méry, à cause de graves ennuis de santé. Il est hospitalisé dans la région parisienne, et meurt peu après d'une terrible maladie, le 16 février 1989, à Rocquencourt (Yvelines) entouré de ses enfants, à l'âge de 63 ans. 
Jean-Louis Josserand revient sur ses derniers instants, dans son hommage aux Compagnons, au sein du livre de Christian Fouinat, publié en 2007, chez Décal'âge Productions.
Il est inhumé au cimetière d'Orpierre (Hautes-Alpes).
Il a écrit un livre témoignage, en collaboration avec Arnaud Desjardins : Le Baladin et la Sagesse, paru à la Table Ronde. ll y montre ses deux visages, comme il l’a laissé entendre dans l’une de ses dernières mélodies : un, la nuit et l’autre la journée.

## Sources
- Mella (Fred), Mes maîtres enchanteurs Ed. Flammarion, Paris, 2006.
- Lancelot (Hubert), Nous les Compagnons de la Chanson Ed. Aubier-Archimbaud, Paris, 1989.
- Fouinat (Christian), Les Compagnons de la Chanson : des marchands de bonheur, allez savoir pourquoi Ed. Decal'Age Productions, Périgueux, 2007.
- Louis Petriac, biographe et éditeur, admirateur.